# Stantley Thomas-Oliver
Stantley Thomas-Oliver III (4 giugno 1998) è un giocatore di football americano statunitense che milita nel ruolo di cornerback per i Carolina Panthers della National Football League (NFL).

## Carriera

### Carolina Panthers
Thomas-Oliver al college giocò a football alla Florida International University dal 2016 al 2019. Fu scelto nel corso del settimo giro (221º assoluto) del Draft NFL 2020 dai Carolina Panthers. Nella sua stagione da rookie mise a segno 7 tackle in 10 presenze.